# Boris Rojzenman
Boris Anisimowicz (Isaak Anszelewicz) Rojzenman (ros. Борис Анисимович (Исаак Аншелевич) Ройзенман, ur. 1878, zm. 1938) – radziecki działacz partyjny.

## Życiorys
Od 1902 członek SDPRR, kilkakrotnie aresztowany, uczestnik rewolucji 1905-1907. Działacz partii bolszewickiej w Czerkasach, Jekaterynosławiu i innych miastach, 1916 powołany do armii, prowadził agitację rewolucyjną wśród żołnierzy, 1917 członek Rady Jekaterynosławskiej, w grudniu 1917 brał udział w ustanowieniu władzy bolszewików w Jekaterynosławiu, 1919-1920 pełnomocnik Sownarkomu RFSRR ds.zaopatrzenia 8 i 9 Armii Frontu Południowego. Od 25 kwietnia 1923 do 23 maja 1924 zastępca członka, a od 31 maja 1924 do 26 stycznia 1934 członek Centralnej Komisji Kontrolnej RKP(b)/WKP(b), w tym od 2 czerwca 1924 do 26 stycznia 1934 członek Prezydium tej komisji, 1926-1932 członek Kolegium Ludowego Komisariatu Inspekcji Robotniczo-Chłopskiej ZSRR. Od 11 lutego 1934 członek Komisji Kontroli Radzieckiej przy Sownarkomie ZSRR, 1934-1935 zastępca przewodniczącego tej komisji, później kierownik grupy tej komisji. Odznaczony Orderem Lenina (23 listopada 1930).